# Festspiele Nordwestschweiz
Die Festspiele Nordwestschweiz sind eine jährlich im Spätsommer stattfindende Indoor- und Freilufttheaterveranstaltung im Holzpark Klybeck am Hafen von Basel. Die Festspiele wurden 2024 gegründet und präsentieren sowohl moderne als auch klassische Theaterstücke. Das Ensemble setzt sich aus Schauspielern und Musikern aus der Schweiz, Österreich und Deutschland zusammen. 
Gespielt wird auf und rund um das ehemalige Hochseeschiff Gannet, das heute als Veranstaltungsort genutzt wird. Teile der Aufführungen finden auf dem Schiff, an Land sowie auf improvisierten Bühnenflächen statt. Die Mischung aus Hafenlandschaft, Schiff und urbanem Umfeld prägen den Veranstaltungsort. Das Areal bietet unterschiedliche Spielflächen: Das Deck und die Innenräume der Gannet dienen als Bühnenorte; der Zuschauerbereich ist flexibel gestaltet und umfasst sowohl Indoor- als auch Open-Air-Plätze. 

## Geschichte
Die Festspiele Nordwestschweiz wurden 2024 von Sophia Riepe und David-Jonas Frei in Basel gegründet. Ziel war es, eine neue Plattform für zeitgenössisches und klassisches Theater im urbanen Raum Basels zu schaffen.
Im Premierenjahr wurde das Theaterstück Novecento von Alessandro Baricco aufgeführt, mit Robert Guerra in der Hauptrolle. Mitwirkend war auch der Störtebekers Basel Chor, der sich teilweise aus ehemaligen Seemännern zusammensetzt und zum festen Ensemble gehört.  
Die zweite Inszenierung, wiederum von David-Jonas Frei, wird 2025 eine Fassung von Was ihr wollt von William Shakespeare präsentieren. Weitere Produktionen sollen folgen und die Verbindung von Theater, Musik und neuen Darstellungsformen weiter ausbauen. Die Hauptrolle übernimmt diesmal Annalena Miano, bekannt aus der SRF-Erfolgsserie Tschugger.